# Бурштинові справи

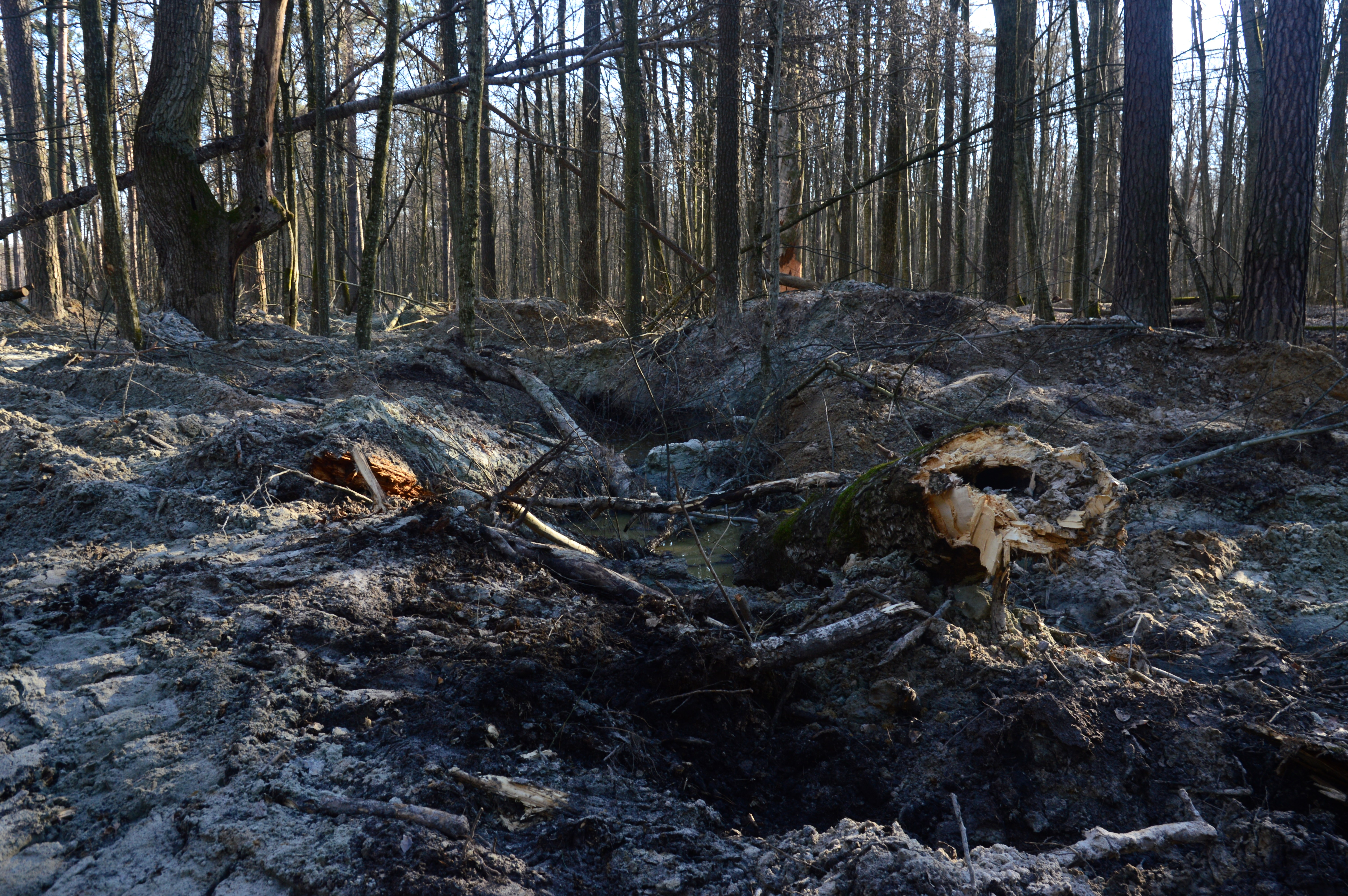
Наслідки незаконного видобутку бурштину в Поясківському заказнику, 2016 рік

Бурштинові справи — серія кримінальних зіткнень та корупційних скандалів в Україні, пов'язаних з протизаконними діями українських високопосадовців щодо розробки бурштину в Північно-Західних областях України — Поліському бурштиноносному районі. Розробка окремих високопосадовців, причетних до корупційних дій, проводилась протягом 2014—2017 років.

## Перебіг подій

### Кримінальні зіткнення

#### Зіткнення у Сарненському районі
9 травня 2014 року в Сарненському районі Рівненської області відбулось зіткнення кримінальних елементів з місцевим населенням з метою розподілу сфер впливу та контролю над видобутком бурштину. Під час зіткнення проти місцевого населення застосували зброю. У ході зіткнення один місцевий житель отримав поранення, двоє селян — тілесні ушкодження.
У вересні 2014 за фактом злочину прокуратура Рівненської області оголосила підозру 12 громадянам у вчиненні терористичного акту та інших злочинів. Працівники міліції вилучили 15 одиниць вогнепальної зброї та набої.

#### Зіткнення у Володимирецькому районі
1 квітня 2017 у лісовому масиві поблизу села Більська Воля понад дві сотні місцевих жителів заблокували рух та чинили опір правоохоронцям. Агресивно налаштовані правопорушники вимагали від правоохоронців дозволити їм видобувати бурштин та не перешкоджати їхньому промислу. Конфлікт був зупинений шляхом переговорів.
За фактом опору працівникам поліції розпочато досудове розслідування за ч. 2 ст. 342 Кримінального кодексу України.

### Державна служба геології та надр України
В 2014 році колишній голова Державної служби геології та надр України Дмитро Кащук разом з головою державного підприємства уклали угоду з підконтрольними компаніями на геологічне вивчення родовищ бурштину на території Рівненської області. При цьому під виглядом геологічних робіт здійснювався видобуток бурштину.

### Розенблат та Поляков
У червні 2017 Директор Національного антикорупційного бюро Артем Ситник розкрив корупційну схему нардепів Борислава Розенблата (БПП) та Максима Полякова (Народний фронт). До розробки були залучені агенти, які під виглядом представників іноземних компаній викрили корупційну схему та сприяли збиранню доказової бази. Розслідування також стало першою спільною операцією НАБУ та Федерального бюро розслідувань США.
За словами Артема Ситника, видобуток бурштину і його подальша реалізація через офшорну фірму сестри Розенблата мав здійснюватись під виглядом рекультивації земель Житомирської області.
Сума хабарів, отриманих у вказаній справі становила понад 300 тисяч гривень, ще $ 200 тисяч були отримані Розенблатом для «вирішення питань» — на підкуп інших посадовців.
Подання щодо позбавлення народних депутатів недоторканності наразилося на протидію окремих депутатів, зокрема депутата, адвоката та правозахисника Георгія Логвинського (Народний фронт).
11 липня 2017 року Верховна Рада України зняла недоторканність з Розенблата та Полякова.